# Amolita sentalis
Amolita sentalis är en fjärilsart som beskrevs av William James Kaye 1901. Amolita sentalis ingår i släktet Amolita och familjen nattflyn. Inga underarter finns listade i Catalogue of Life.